# Királynék völgye 73
A Királynék völgye 73 (QV73) egy ókori egyiptomi sír a Királynék völgyében. Tulajdonosa a XIX. dinasztia idején élt Henuttaui hercegnő, II. Ramszesz és Nofertari lánya.
A sír egy bejárati folyosóból, egy kétoszlopos kamrából, valamint az ebből nyíló két mellékkamrából áll. Az oszlopos helyiség maga a sírkamra, a két mellékkamrában temetkezési kellékeket (például a kanópuszedényeket) helyezték el.
A sírkamra díszítése nem maradt fenn teljes egészében, a fennmaradt jelenetek a hercegnőt Anubisz és Meretszeger, Ízisz és Nebethet, valamint Hapi és Kebehszenuf társaságában ábrázolják, látható emellett a szív megmérettetése. A festmények stílusukban a QV66 (Nofertari sírja) díszítésére hasonlítanak. A sír kifosztása és későbbi újrahasznosítása során a festmények károsodtak, a kopt időkben az alakok arcát levakolták. A kamra két oszlopa elpusztult.
A két mellékkamra díszítése jobb állapotban maradt fenn. A bejárattal szemközt nyílóban a Hórusz-fiak védik a kanópuszedényeket, Nut istennő dzsed-oszloppal és tjet-csomóval, az ajtó mellett Ízisz és Nebethet múmia alakban. A sírkamrából jobb felé nyíló mellékkamrában Ozirisz látható nővérei közt, valamint Anubisz ül szentélyforma emelvényen.
A sír valószínűleg generikus hercegnősírnak készült és halálakor alakították át Henuttaui számára. Számos kártus üresen maradt, így eleinte nehéz volt azonosítani tulajdonosát.